# Conny Karlsson Lundgren

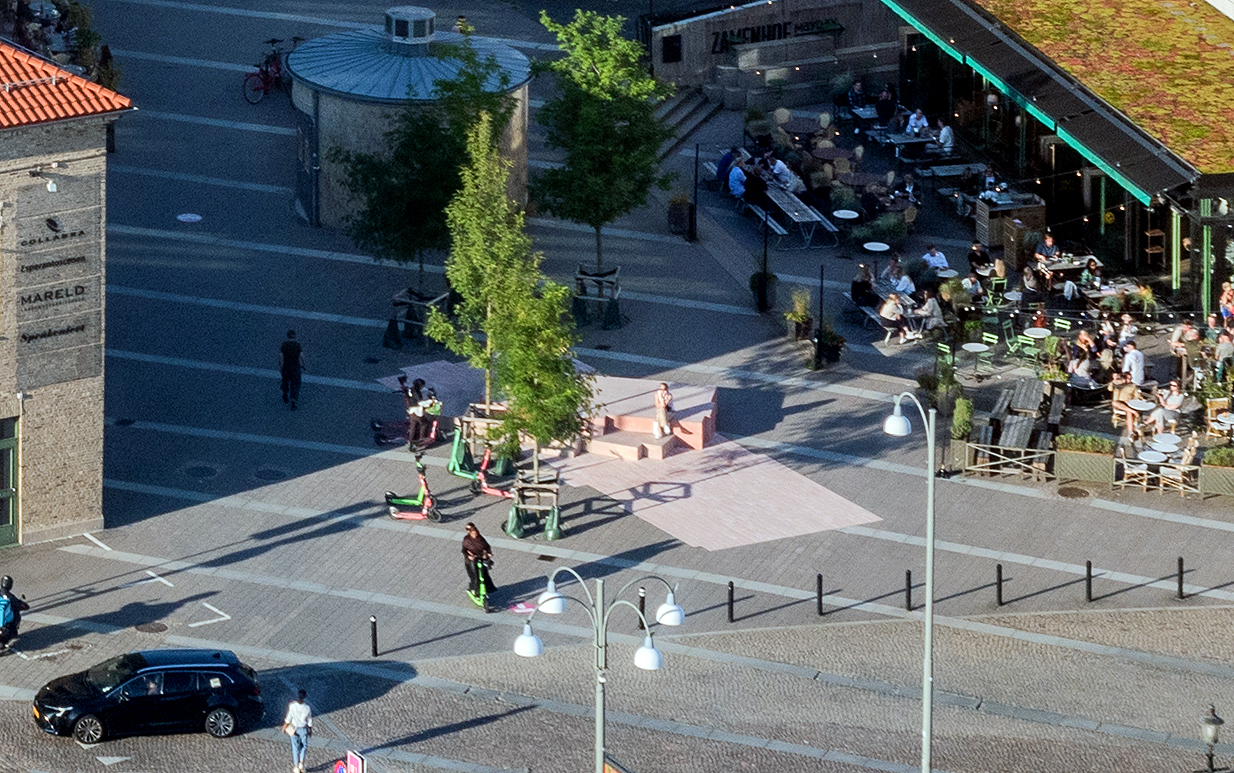
Gläntan vid Esperantoplatsen i juli 2024.

Conny Karlsson Lundgren, född 13 september 1974 i Västervik, är en svensk konstnär.

## Biografi
Karlsson Lundgren är utbildad vid Konsthögskolan Valand och arbetar med film, text, bild, performance och skulptur.
Han är mest känd för HBTQI-monumentet Gläntan som invigdes 11 november 2023 på Esperantoplatsen i Göteborg.
Under 2020–2022 var Karlsson Lundgren Konstnärsnämndens IASPIS-ateljéstipendiat vid ISCP (International Studio & Curatorial Program) i New York.
Karlsson Lundgren har ställt ut på Göteborgs konsthall 2021–2022 och på Bonniers konsthall 2024. Han är representerad vid Moderna Museet.